# Transgressive Records
Transgressive Records – brytyjska niezależna wytwórnia muzyczna, założona w 2004 roku w Londynie przez Tima Dellowa i Toby'ego L.
Prócz wytwórni płytowej jest także wydawcą i firmą zarządzają. Ma swoje biura w północnym Londynie i Nowym Jorku.
Wydaje płyty przeważnie artystów i zespołów indiepopowych, folkowych, rocka alternatywnego i muzyki elektronicznej, a także artystów innych gatunków muzycznych, w tym bluesa, afrobeatu czy avant-popu. Współpracowała bądź współpracuje z takimi grupami bądź muzykami jak: Foals, Flume, Sophie, Loyle Carner, Black Country, New Road, Let’s Eat Grandma, Julia Jacklin, Regina Spektor czy Beverly Glenn-Copeland.
Dzięki inwestowaniu w fizyczne nośniki oraz niezależną scenę koncertową stała się jedną z najbardziej innowacyjnych wytwórni na brytyjskiej scenie muzycznej. Została określona przez sklep płytowy Rough Trade jako „najważniejsza brytyjska wytwórnia niezależna XXI wieku”.

## Historia
Wytwórnia została założona we wrześniu 2004 roku Tima Dellowa i Toby'ego L, a wkrótce do nich dołączyła Lilas Bourboulon. Toby L organizował wieczory klubowe w Londynie, gdy poznał Dellowa na promowanym przez siebie pokazie zespołu Bloc Party. Od razu się zaprzyjaźnili i wkrótce wpadli na pomysł wspólnego założenia wytwórni płytowej. Mając łączny fundusz w wysokości dwóch tysięcy dolarów połączyli oni siły, aby wydać 7-calowe single niektórych swoich ulubionych zespołów, ponieważ nikt inny tego nie robił. Były nimi grupy, takie jak: The Subways, The Pipettes i Mystery Jets. Pierwsze biuro Transgressive znajdowało się w londyńskim Highbury. 
Początkowo koncentrowali się na niezależnej muzyce gitarowej, wydając albumy zespołów: The Subways, Mystery Jets, The Young Knives czy Foals, który wydał swój debiutancki album Antidotes w 2008 roku. Pierwszy album wydany przez wytwórnię pochodził natomiast od Reginy Spektor, a pierwszym wydanym singlem był „1am” zespołu The Subways (500 siedmiocalowych kopii, które wszystkie się wyprzedały z wyprzedzeniem).
Pod koniec lat 2000. niezależne zespoły gitarowe zaczęły wychodzić z mody, a w miarę jak gusta stawały się coraz bardziej eklektyczne, wytwórnia Transgressive zaczęła dostosowywać się do zmieniających się warunków i odnajdywać brzmienia z całego świata. Zaczęli współpracę m.in. z niemiecką grupą orkiestrową, zespołem muzyki tanecznej, a w 2012 roku podpisali kontrakt z australijskim muzykiem Flume.
W 2015 roku wytwórnia zdobyła nagrodę AIM Awards 2015 w kategorii „Niezależna Wytwórnia Roku”. W 2021 roku Transgressive wydało debiutancki album Arlo Parks Collapsed in Sunbeams, który został nagrodzony nagrodą Mercury Prize 2021. W sierpniu 2023 roku wytwórnia została nominowana w kategorii „Najlepsza Niezależna Wytwórnia” w konkursie AIM Awards.
W 2024 roku Transgressive rozszerzyło swoją działalność na Stany Zjednoczone – 14 lutego wytwórnia poinformowała, iż do firmy dołączył Jack Hedges, były pracownik Atlantic Records i Sony Music. Objął on funkcję dyrektora generalnego Transgressive Records w Ameryce Północnej.
Z okazji 20-lecia wytwórni, w 2024 roku zorganizowała ona serię specjalnych wydarzeń w Londynie, począwszy m.in. od pokazu w Regent's Park Open Air Theatre z udziałem Arlo Parks i Mariką Hackman. Pokazy te odbyły się we współpracy z organizacjami charytatywnymi War Child i Music Venue Trust.

## Artyści

### Obecni
- Alan Palomo(inne języki)
- Alvvays(inne języki)
- Arlo Parks(inne języki)
- Beverly Glenn-Copeland(inne języki)
- Black Country, New Road(inne języki)
- Damon Albarn
- Dave Okumu(inne języki)
- David Longstreth(inne języki)
- Flume
- Foals
- Greg Freeman
- HotWax(inne języki)
- Johnny Flynn
- Julia Jacklin(inne języki)
- Kokoko!(inne języki)
- Let’s Eat Grandma(inne języki)
- Loyle Carner(inne języki)
- Marika Hackman(inne języki)
- Michelle(inne języki)
- Miso Extra
- Moonchild Sanelly(inne języki)
- Mutual Benefit(inne języki)
- Mykki Blanco(inne języki)
- Neon Indian
- Odetta Hartman
- 潘PAN
- Rocket
- Songhoy Blues(inne języki)
- Sophie
- Sparks
- Stargaze
- The Antlers(inne języki)
- The Joy(inne języki)
- The Moonlandingz(inne języki)
- The New Eves
- The Waeve(inne języki)
- The War On Drugs
- University
- Wesley Joseph
- Yannis & The Yaw(inne języki)

Stan na maj 2025 roku. Źródło:

### Poprzedni
- Absentee(inne języki)
- ALA.NI(inne języki)
- At the Drive-In
- Battle(inne języki)
- Blaenavon(inne języki)
- Bloc Party
- Calpurnia(inne języki)
- Circa Waves[16]
- Cold Specks(inne języki)
- Cosmo Sheldrake(inne języki)
- Dan Michaelson and the Coastguards(inne języki)
- Dry the River(inne języki)
- Duels(inne języki)
- Esser(inne języki)
- Flyte(inne języki)
- Gaggle(inne języki)
- Gengahr(inne języki)
- GoodBooks(inne języki)
- Graham Coxon
- Great Good Fine Ok(inne języki)
- Hippo Campus(inne języki)
- Iron & Wine
- Jeremy Warmsley(inne języki)
- Jodie Marie(inne języki)
- Ladyfuzz(inne języki)
- Larrikin Love(inne języki)
- Liam Finn
- Miles Benjamin Anthony Robinson(inne języki)
- Mystery Jets(inne języki)
- Noisettes(inne języki)
- Ox.Eagle.Lion.Man(inne języki)
- Peter Silberman(inne języki)
- Polytechnic(inne języki)
- Pulled Apart by Horses(inne języki)
- Regina Spektor
- Spring King(inne języki)
- The Pipettes
- The Rumble Strips(inne języki)
- The Shins
- The Subways
- Thumpers(inne języki)
- Two Door Cinema Club
- Young Knives

Wybrani artyści. Źródło: